# Boophis doulioti
Boophis doulioti (Angel, 1934) è una rana della famiglia Mantellidae, endemica del Madagascar.

## Distribuzione e habitat
Questa specie è abbastanza comune nel Madagascar occidentale e meridionale.
Si adatta ad una varietà di habitat, dalle foreste decidue alle risaie, dalle savane alle aree umide, dal livello del mare sino a 800 m di altitudine.